# Puchar Kontynentalny w skokach narciarskich
Puchar Kontynentalny w skokach narciarskich (zwany też w skrócie PK lub CoC – od ang.  Continental Cup) – cykl zawodów rozgrywanych na całym świecie, będący zapleczem Pucharu Świata mężczyzn.
W dniu, który poprzedza dzień głównego konkursu, odbywają się oficjalne treningi. Przed zawodami odbywają się jedynie treningi – nie odbywają się, jak w PŚ, kwalifikacje (w I serii startują wszyscy zgłoszeni zawodnicy).

## Prawo startu w konkursach
Prawo startu w PK mają zawodnicy, którzy kiedykolwiek zdobyli choć jeden punkt do klasyfikacji PŚ, Grand Prix, bądź PK, a także skoczkowie, którzy w aktualnym bądź poprzednim sezonie zapunktowali w FIS Cupie.
Kwoty startowe dla danych reprezentacji są przyznawane na podstawie liczby skoczków z danego kraju w pierwszej pięćdziesiątce Kontynentalnej Listy Rankingowej (CRL), które przyznaje się po zakończonym periodzie (etapie). Minimalna liczba skoczków, którą mogą wystawić reprezentacje to 3 zawodników, maksimum to 6. Można też sobie wywalczyć 3 dodatkowe miejsca z ostatniego periodu FIS Cup, uwzględniając limit, który wynosi 7 miejsc – gdy zostanie on przekroczony, 2 dodatkowe miejsca przejmują inne reprezentacje. Gospodarzom przysługuje dwa razy w sezonie zimowym oraz dwa razy w sezonie letnim jeszcze dodatkowo „kwota narodowa” licząca 6 nowych zawodników.
Zdobycie punktów w PK mężczyzn umożliwia zawodnikowi start w Pucharze Świata w aktualnym i kolejnym sezonie.
PK jest rozgrywany w dwóch edycjach w sezonie – letniej i zimowej. Klasyfikacje obu edycji od sezonu 2002/2003 nie łączą się.

## Historia
Międzynarodowa Federacja Narciarska zdecydowała o konieczności rozgrywania Pucharu Kontynentalnego, głównie ze względu na dużą liczbę zawodników chcących startować w Pucharze Świata. Pierwsza edycja odbyła się w sezonie 1993/1994. FIS jednak zalicza dwie ostatnie edycje Pucharu Europy (rozgrywanego od sezonu 1980/1981 do sezonu 1992/1993) jako dwie pierwsze edycje Pucharu Kontynentalnego. W sezonie 1993/1994 pojawili się zawodnicy z Azji i Ameryki Północnej (wcześniej zawodnicy z Azji i Ameryki startowali w Pacific Rim Cup, który uległ likwidacji w 1993). Na tamtejszych skoczniach także zaczęto rozgrywać zawody.
W sezonie 2002/2003 zrezygnowano z przeprowadzania kwalifikacji i ograniczono liczbę uczestników drugiej serii skoków do trzydziestu. Do 2003 nie istniała Lista Rankingowa Pucharu Kontynentalnego i liczba zgłaszanych zawodników była w dużej mierze dowolna, co doprowadzało do sytuacji, gdy przy braku serii kwalifikacyjnej, do pierwszej serii zawodów zgłaszało się nawet około stu skoczków. W tamtym czasie kalendarz zawodów CoC był bardziej obszerny niż PŚ i podzielony na trzy strefy: środkowoeuropejską, skandynawską i amerykańsko-azjatycką, a konkursy CoC mogły się odbywać w dwóch miejscach jednocześnie.

### Koordynatorzy FIS
- Sepp Gratzer (?–2005)
- Horst Tielmann (2005–2020)
- Berni Schödler (od 2020)

## Zwycięzcy
| Sezon     | 1. miejsce          | 2. miejsce             | 3. miejsce          |
| --------- | ------------------- | ---------------------- | ------------------- |
| 1991/1992 | Andi Rauschmeier    | Franz Neuländtner      | Remo Lederer        |
| 1992/1993 | Franz Neuländtner   | Christian Moser        | Knut Müller         |
| 1993/1994 | Ralf Gebstedt       | Ronny Hornschuh        | Klaus Huber         |
| 1994/1995 | Olli Happonen       | Martin Höllwarth       | Risto Jussilainen   |
| 1995/1996 | Stein Henrik Tuff   | Michael Kury           | Hansjörg Jäkle      |
| 1996/1997 | Hein-Arne Mathiesen | Simen Berntsen         | Roman Křenek        |
| 1997/1998 | Alexander Herr      | Falko Krismayr         | Damjan Fras         |
| 1998/1999 | Roland Audenrieth   | Marius Småriset        | Wilhelm Brenna      |
| 1999/2000 | Dirk Else           | Georg Späth            | Dennis Störl        |
| 2000/2001 | Akseli Lajunen      | Christoph Grillhösl    | Lassi Huuskonen     |
| 2001/2002 | Michael Neumayer    | Janne Ylijärvi         | Jörg Ritzerfeld     |
| 2002/2003 | Stefan Thurnbichler | Morten Solem           | Michael Möllinger   |
| 2003/2004 | Olav Magne Dønnem   | Balthasar Schneider    | Stefan Kaiser       |
| 2004/2005 | Anders Bardal       | Balthasar Schneider    | Stefan Thurnbichler |
| 2005/2006 | Anders Bardal       | Morten Solem           | Mathias Hafele      |
| 2006/2007 | Balthasar Schneider | Morten Solem           | Stefan Thurnbichler |
| 2007/2008 | Stefan Thurnbichler | Bastian Kaltenböck     | Lars Bystøl         |
| 2008/2009 | Stefan Thurnbichler | Lukáš Hlava            | Christian Ulmer     |
| 2009/2010 | David Unterberger   | Michael Hayböck        | Manuel Fettner      |
| 2010/2011 | Rok Zima            | Mario Innauer          | Andreas Wank        |
| 2011/2012 | Andreas Stjernen    | Kenneth Gangnes        | Michael Hayböck     |
| 2012/2013 | Anže Semenič        | Fredrik Bjerkeengen    | Matic Benedik       |
| 2013/2014 | Manuel Fettner      | Nejc Dežman            | Rok Justin          |
| 2014/2015 | Anže Semenič        | Kenneth Gangnes        | Miran Zupančič      |
| 2015/2016 | Tom Hilde           | Clemens Aigner         | Karl Geiger         |
| 2016/2017 | Clemens Aigner      | Miran Zupančič         | Nejc Dežman         |
| 2017/2018 | Marius Lindvik      | Andreas Wank           | David Siegel        |
| 2018/2019 | Clemens Aigner      | Aleksander Zniszczoł   | Marius Lindvik      |
| 2019/2020 | Clemens Leitner     | Clemens Aigner         | Taku Takeuchi       |
| 2020/2021 | Markus Schiffner    | Ulrich Wohlgenannt     | Manuel Fettner      |
| 2021/2022 | Thomas Lackner      | Joacim Ødegård Bjøreng | Ulrich Wohlgenannt  |
| 2022/2023 | Benjamin Østvold    | Fredrik Villumstad     | Sondre Ringen       |
| 2023/2024 | Maximilian Ortner   | Jonas Schuster         | Francisco Mörth     |
| 2024/2025 | Markus Müller       | Jonas Schuster         | Robert Johansson    |

## Najwięcej zwycięstw w konkursach Pucharu Kontynentalnego
Stan po zakończeniu sezonu 2016/2017. Uwzględniono zawodników z co najmniej sześcioma zwycięstwami.

Wliczone są zwycięstwa w zawodach letnich w latach 1996–2001 oraz wszystkie zwycięstwa w konkursach zimowych. Opracowano na podstawie.
| Miejsce | Imię i nazwisko          | Kraj      | Wygrane | Wygrane | Wygrane |
| Miejsce | Imię i nazwisko          | Kraj      | Zima    | Lato    | Suma    |
| ------- | ------------------------ | --------- | ------- | ------- | ------- |
| 1.      | Manuel Fettner           | Austria   | 20      | –       | 20      |
| 2.      | Stefan Thurnbichler      | Austria   | 17      | 1       | 18      |
| 3.      | Anders Bardal            | Norwegia  | 12      | –       | 12      |
| 3.      | Martin Höllwarth         | Austria   | 12      | –       | 12      |
| 3.      | Reinhard Schwarzenberger | Austria   | 12      | –       | 12      |
| 6.      | Michael Hayböck          | Austria   | 11      | –       | 11      |
| 7.      | Janne Happonen           | Finlandia | 10      | 1       | 11      |
| 7.      | Toni Nieminen            | Finlandia | 10      | 1       | 11      |
| 9.      | Bastian Kaltenböck       | Austria   | 9       | –       | 9       |
| 10.     | Stephan Hocke            | Niemcy    | 8       | 1       | 9       |
| 10.     | Morten Solem             | Norwegia  | 8       | 1       | 9       |
| 12.     | Clemens Aigner           | Austria   | 8       | –       | 8       |
| 12.     | Wilhelm Brenna           | Norwegia  | 8       | –       | 8       |
| 12.     | Ronny Hornschuh          | Niemcy    | 8       | –       | 8       |
| 12.     | Rok Justin               | Słowenia  | 8       | –       | 8       |
| 12.     | Wolfgang Loitzl          | Austria   | 8       | –       | 8       |
| 12.     | Anže Semenič             | Słowenia  | 8       | –       | 8       |
| 12.     | Andreas Widhölzl         | Austria   | 8       | –       | 8       |
| 19.     | Kazuyoshi Funaki         | Japonia   | 5       | 3       | 8       |
| 19.     | Robert Kranjec           | Słowenia  | 5       | 3       | 8       |

| Miejsce | Imię i nazwisko     | Kraj      | Wygrane | Wygrane | Wygrane |
| Miejsce | Imię i nazwisko     | Kraj      | Zima    | Lato    | Suma    |
| ------- | ------------------- | --------- | ------- | ------- | ------- |
| 21.     | Alexander Herr      | Niemcy    | 7       | –       | 7       |
| 21.     | Michael Kury        | Austria   | 7       | –       | 7       |
| 21.     | Thomas Lobben       | Norwegia  | 7       | –       | 7       |
| 24.     | Akira Higashi       | Japonia   | 6       | –       | 6       |
| 24.     | Tami Kiuru          | Finlandia | 6       | –       | 6       |
| 24.     | Stefan Kraft        | Austria   | 6       | –       | 6       |
| 24.     | Robert Křenek       | Czechy    | 6       | –       | 6       |
| 24.     | Maximilian Mechler  | Niemcy    | 6       | –       | 6       |
| 24.     | Roland Müller       | Austria   | 6       | –       | 6       |
| 24.     | Balthasar Schneider | Austria   | 6       | –       | 6       |
| 24.     | Andreas Stjernen    | Norwegia  | 6       | –       | 6       |
| 24.     | David Unterberger   | Austria   | 6       | –       | 6       |
| 24.     | Arve Vorvik         | Norwegia  | 6       | –       | 6       |
| 24.     | Janne Ylijärvi      | Finlandia | 6       | –       | 6       |
| 35.     | Stein Henrik Tuff   | Norwegia  | 5       | 1       | 6       |
| 36.     | Masahiko Harada     | Japonia   | 4       | 2       | 6       |
| 36.     | Georg Späth         | Niemcy    | 4       | 2       | 6       |
| 38.     | Adam Małysz         | Polska    | 3       | 3       | 6       |
| 38.     | Martin Schmitt      | Niemcy    | 3       | 3       | 6       |

## Najmłodsi zwycięzcy konkursów Pucharu Kontynentalnego
Stan po zakończeniu sezonu 2016/2017. Uwzględniono zawodników poniżej 17. roku życia.

Opracowano na podstawie oraz biografii poszczególnych zawodników.
| Miejsce | Imię i nazwisko      | Kraj              | Data urodzenia       | Data 1. zwycięstwa    | Miejsce                       | Wiek                  |
| ------- | -------------------- | ----------------- | -------------------- | --------------------- | ----------------------------- | --------------------- |
| 1.      | Juha-Matti Ruuskanen | Finlandia         | 24 lipca 1984        | 11 grudnia 1999       | Trondheim                     | 15 lat 4 m. 17 d.     |
| 2.      | Mario Stecher        | Austria           | 17 lipca 1977        | 29 grudnia 1992       | Sankt Aegyd                   | 15 lat 5 m. 12 d.     |
| 3.      | Manuel Fettner       | Austria           | 17 czerwca 1985      | 2 stycznia 2001       | Innsbruck                     | 15 lat 6 m. 16 d.     |
| 4.      | Anže Lanišek         | Słowenia          | 20 kwietnia 1996     | 29 stycznia 2012      | Bischofshofen                 | 15 lat 9 m. 9 d.      |
| 5.      | Brendan Doran        | Stany Zjednoczone | 17 marca 1979        | 11 lub 12 lutego 1995 | Westby                        | 15 lat 10 m. 25/26 d. |
| 6.      | Primož Urh-Zupan     | Słowenia          | 22 stycznia 1983     | 26 grudnia 1998       | Sankt Moritz                  | 15 lat 11 m. 4 d.     |
| 7.      | Wojciech Skupień     | Polska            | 9 marca 1976         | 23 lutego 1992        | Szczyrk                       | 15 lat 11 m. 14 d.    |
| 8.      | Stefan Kaiser        | Austria           | 15 lutego 1983       | 30 stycznia 1999      | Saalfelden am Steinernen Meer | 15 lat 11 m. 15 d.    |
| 9.      | Stefan Thurnbichler  | Austria           | 2 marca 1984         | 8 marca 2000          | Zaō                           | 16 lat 0 m. 6 d.      |
| 10.     | Thomas Morgenstern   | Austria           | 30 października 1986 | 15 grudnia 2002       | Lahti                         | 16 lat 1 m. 15 d.     |
| 11.     | Primož Roglič        | Słowenia          | 29 października 1989 | 7 stycznia 2006       | Planica                       | 16 lat 2 m. 9 d.      |
| 12.     | Wilhelm Brenna       | Norwegia          | 8 października 1979  | 22 marca 1996         | Örnsköldsvik                  | 16 lat 5 m. 14 d.     |
| 13.     | Robert Kranjec       | Słowenia          | 16 lipca 1981        | 8 lutego 1998         | Westby                        | 16 lat 6 m. 23 d.     |
| 14.     | Andreas Küttel       | Szwajcaria        | 25 kwietnia 1979     | 18 lutego 1996        | Gallio                        | 16 lat 9 m. 24 d.     |
| 15.     | Grzegorz Miętus      | Polska            | 20 lutego 1993       | 20 grudnia 2009       | Otepää                        | 16 lat 10 m. 0 d.     |
| 16.     | Sami Nieminen        | Finlandia         | 20 marca 1977        | 20 lutego 1994        | Iron Mountain                 | 16 lat 11 m. 0 d.     |
| 16.     | Lukas Müller         | Austria           | 14 marca 1992        | 14 lutego 2009        | Iron Mountain                 | 16 lat 11 m. 0 d.     |
| 18.     | Grega Lang           | Słowenia          | 16 marca 1981        | 21 lutego 1998        | Willingen                     | 16 lat 11 m. 5 d.     |
| 19.     | Kenshirō Itō         | Japonia           | 8 stycznia 1990      | 15 grudnia 2006       | Rovaniemi                     | 16 lat 11 m. 7 d.     |
| 20.     | Primož Peterka       | Słowenia          | 28 lutego 1979       | 11 lutego 1996        | Westby                        | 16 lat 11 m. 14 d.    |
| 20.     | Maxime Belleville    | Francja           | 23 lutego 1981       | 6 lutego 1998         | Villach                       | 16 lat 11 m. 14 d.    |

## Najstarsi zwycięzcy konkursów Pucharu Kontynentalnego
Stan na 23 lutego 2025. Uwzględniono zawodników powyżej 30. roku życia.

Opracowano na podstawie oraz biografii poszczególnych zawodników.
| Miejsce | Imię i nazwisko     | Kraj       | Data urodzenia       | Data ostatniego zwycięstwa | Miejsce          | Wiek                |
| ------- | ------------------- | ---------- | -------------------- | -------------------------- | ---------------- | ------------------- |
| 1.      | Manuel Fettner      | Austria    | 17 czerwca 1985      | 22 lutego 2025             | Iron Mountain    | 39 lat 8 m. 5 d.    |
| 2.      | Simon Ammann        | Szwajcaria | 25 czerwca 1981      | 16 stycznia 2021           | Innsbruck        | 39 lat 6 m. 22 d.   |
| 3.      | Takanobu Okabe      | Japonia    | 26 października 1970 | 11 stycznia 2009           | Sapporo          | 38 lat 2 m. 16 d.   |
| 4.      | Akira Higashi       | Japonia    | 7 stycznia 1972      | 10 stycznia 2010           | Sapporo          | 38 lat 3 d.         |
| 5.      | Robert Kranjec      | Słowenia   | 16 lipca 1981        | 28 stycznia 2018           | Sapporo          | 36 lat 6 m. 12 d.   |
| 6.      | Robert Johansson    | Norwegia   | 23 marca 1990        | 22 lutego 2025             | Iron Mountain    | 34 lata 10 m. 30 d. |
| 7.      | Martin Schmitt      | Niemcy     | 29 stycznia 1978     | 28 grudnia 2012            | Engelberg        | 34 lata 10 m. 29 d. |
| 8.      | Stefan Hula         | Polska     | 29 września 1986     | 28 marca 2021              | Czajkowskij      | 34 lata 5 m. 27 d.  |
| 9.      | Wolfgang Loitzl     | Austria    | 13 stycznia 1980     | 20 lutego 2014             | Seefeld          | 34 lata 1 m. 7 d.   |
| 10.     | Markus Eisenbichler | Niemcy     | 3 kwietnia 1991      | 23 lutego 2025             | Iron Mountain    | 33 lata 10 m. 20 d. |
| 11.     | Martin Höllwarth    | Austria    | 13 kwietnia 1974     | 19 stycznia 2008           | Brotterode       | 33 lata 9 m. 6 d.   |
| 12.     | Maciej Kot          | Polska     | 9 czerwca 1991       | 9 lutego 2025              | Kranj            | 33 lata 8 m.        |
| 13.     | Severin Freund      | Niemcy     | 11 maja 1988         | 11 grudnia 2021            | Vikersund        | 33 lata 7 m.        |
| 14.     | Bjørn Einar Romøren | Norwegia   | 1 kwietnia 1981      | 9 marca 2014               | Zakopane         | 32 lata 11 m. 8 d.  |
| 15.     | Masahiko Harada     | Japonia    | 9 maja 1968          | 14 stycznia 2001           | Sapporo          | 32 lata 8 m. 5 d.   |
| 16.     | Taku Takeuchi       | Japonia    | 20 maja 1987         | 15 grudnia 2019            | Ruka             | 32 lata 6 m. 25 d.  |
| 17.     | Robert Mateja       | Polska     | 5 października 1974  | 11 marca 2007              | Vikersund        | 32 lata 5 m. 6 d.   |
| 18.     | Jin’ya Nishikata    | Japonia    | 4 grudnia 1968       | 14 marca 2001              | Zaō              | 32 lata 3 m. 10 d.  |
| 19.     | Adam Małysz         | Polska     | 3 grudnia 1977       | 27 lutego 2010             | Wisła            | 32 lata 2 m. 24 d.  |
| 20.     | Kenji Suda          | Japonia    | 26 lutego 1966       | 8 marca 1998               | Sapporo          | 32 lata 10 d.       |
| 21.     | Tomofumi Naitō      | Japonia    | 22 lutego 1993       | 8 grudnia 2024             | Zhangjiakou      | 31 lat 9 m. 16 d.   |
| 22.     | Roar Ljøkelsøy      | Norwegia   | 31 maja 1976         | 9 marca 2008               | Trondheim        | 31 lat 9 m. 6 d.    |
| 23.     | Jaroslav Sakala     | Czechy     | 14 lipca 1969        | 11 marca 2001              | Harrachov        | 31 lat 7 m. 25 d.   |
| 24.     | Anders Fannemel     | Norwegia   | 13 maja 1991         | 17 grudnia 2022            | Ruka             | 31 lat 7 m. 4 d.    |
| 25.     | Clemens Aigner      | Austria    | 2 lutego 1993        | 16 marca 2024              | Zakopane         | 31 lat 1 m. 14 d.   |
| 26.     | Christof Duffner    | Niemcy     | 16 grudnia 1971      | 25 stycznia 2003           | Titisee-Neustadt | 31 lat 1 m. 9 d.    |
| 27.     | Daniel Huber        | Austria    | 2 stycznia 1993      | 27 stycznia 2024           | Willingen        | 31 lat 25 d.        |
| 28.     | Michael Hayböck     | Austria    | 5 marca 1991         | 6 marca 2022               | Lahti            | 31 lat 1 d.         |
| 29.     | Wojciech Skupień    | Polska     | 9 marca 1976         | 12 stycznia 2007           | Sapporo          | 30 lat 10 m. 3 d.   |
| 30.     | Jakub Janda         | Czechy     | 27 kwietnia 1978     | 1 lutego 2009              | Titisee-Neustadt | 30 lat 9 m. 5 d.    |
| 31.     | Jernej Damjan       | Słowenia   | 28 maja 1983         | 13 grudnia 2013            | Rena             | 30 lat 6 m. 15 d.   |
| 32.     | Tom Hilde           | Norwegia   | 22 września 1987     | 19 stycznia 2018           | Bischofshofen    | 30 lat 3 m. 19 d.   |
| 33.     | Hansjörg Jäkle      | Niemcy     | 19 października 1971 | 2 marca 2002               | Schönwald        | 30 lat 3 m. 14 d.   |
| 34.     | Jan Matura          | Czechy     | 29 stycznia 1980     | 21 lutego 2010             | Brotterode       | 30 lat 23 d.        |
| 35.     | Andreas Wank        | Niemcy     | 18 lutego 1988       | 3 marca 2018               | Rena             | 30 lat 13 d.        |